# Olkiluoto-atomkraftværket
Olkiluoto-atomkraftværket er et af Finlands to
atomkraftværker, – det andet er Loviisa-atomkraftværket (som har 2 sovjetisk-byggede VVER-reaktorer). Olkiluoto-atomkraftværket ligger på Olkiluoto-øen i det vestlige Finland i Eurajok kommune.
Værket består af 3 kogendevandsreaktorer (engelsk: Boiling Water Reactor – BWR). De to ældste producerer 860 MW strøm.
Den tredje enhed, den første EPR begyndte at producere strøm i slutningen af december 2021. Den oprindelige dato for færdiggørelsen var fastsat til 2009, men senere blev fristen sat til 2011, men den holdt heller ikke. I januar 2016 begyndte man kontroltest og regnede med opstart i 2018. Det forventede åbningstidspunkt er senere udskudt til marts 2021, men det kom først i kommerciel drift 1. maj 2023 

## Eksterne links
- Radiation and Nuclear Safety Authority in Finland Arkiveret 7. marts 2005 hos  Wayback Machine
- Olkiluoto 3 Project Arkiveret 10. februar 2007 hos  Wayback Machine
- European Pressurised Reactor at Olkiluoto 3, Finland – Brief Interim Review of the Porosity and Durability Properties of the In Situ Cast Concrete at the Olkiluoto EPR Construction Reactor at Olkiluoto 3, Finland – Review of the Finnish Radiation Nuclear Safety Authority (STUK) Assessment, 	R3123-A2, July 2005 Arkiveret 27. september 2007 hos  Wayback Machine
- Reactor at Olkiluoto 3, Finland – Review of the Finnish Radiation Nuclear Safety Authority (STUK) Assessment, 	R3123-A2, July 2005 Arkiveret 27. september 2007 hos  Wayback Machine
- Status of Nuclear Power in Finland.

61°14′12″N 21°26′32″Ø / 61.2367°N 21.4422°Ø
|  | Infoboks uden skabelon Denne artikel har en infoboks dannet af en tabel eller tilsvarende. |